# Mihaela Martin
Mihaela Martin (* 1958 in Rumänien) ist eine rumänische Geigerin und Hochschullehrerin.

## Leben
Mihaela Martin absolvierte ihr Violinstudium bei Ștefan Gheorghiu, einem Schüler von George Enescu und David Oistrach. Als 1.-Preis-Trägerin der „International Violin Competition of Indianapolis“ im Jahr 1982 debütierte sie bald darauf in der New Yorker Carnegie Hall und der Washingtoner Library of Congress. Sie trat mit dem BBC Symphony Orchestra, dem Royal Philharmonic Orchestra, dem Leipziger Gewandhausorchester und dem Orchestre symphonique de Montréal als Solistin auf; als Kammermusikerin spielt Mihaela Martin u. a. mit Martha Argerich, Elisabeth Leonskaja, Yuri Bashmet, Leon Fleisher und Menahem Pressler und ist Primaria des „Michelangelo String Quartet“, wo sie zusammen mit Daniel Austrich, Nobuko Imai und Frans Helmerson auftritt. Sie unterrichtet als Professorin an der Hochschule für Musik und Tanz Köln, an der Musikhochschule Genf und an der Kronberg Academy.